# Исабела Холанд
Исабела Холанд (на английски: Isabella Holland) е австралийска тенисистка, родена на 2 януари 1992 г.
Предпочитаните от нея настилки са клей и твърди кортове. На Уимбълдън 2008 с партньорка Сали Пиърс достига финала на двойки при девойките, но двете губят от Полона Херцог и Джесика Мур 3-6, 6-1, 2-6.